# Каменщик, Александра
Алекса́ндра Ка́менщик (рум. Alexandra Camenșcic; род. 28 августа 1988, Криулень) — молдавская лыжница и биатлонистка, участница зимних Олимпийских игр 2010 и 2014.

## Карьера лыжницы
В Кубке мира Каменщик никогда не выступала, несколько раз стартовала в Альпийском Кубке, Балканском Кубке и Славянском Кубке, лучший результатом в них для неё является 6-е место в гонке на 10 км свободным стилем в рамках Балканского Кубка.
На Олимпийских играх 2010 года в Ванкувере заняла 70-е место в гонке на 10 км свободным стилем.
За свою карьеру принимала участие в двух чемпионатах мира, лучший результат 84-е место в спринте на чемпионате мира 2009 года в Либереце.

## Карьера биатлонистки
Принимала участие в четырёх чемпионатах мира, лучший результат 86-е место в индивидуальной гонке на чемпионате 2009 года. Стартовала в ряде гонок на этапах Кубка мира, но не в одной из них не поднималась выше 81-го места и кубковых очков не завоёвывала.
В спринтерской гонке на Олимпийских играх в Сочи заняла 84 место из 84.